# George T. Anthony
George Tobey Anthony (9 de junho de 1824 – 5 de agosto de 1896) foi o sétimo governador do Kansas e primo em segundo grau da sufragista Susan B. Anthony.

## Biografia
Anthony nasceu em uma família Quaker numa fazenda nos arredores da cidade de Mayfield, Nova York. Seu pai morreu quando tinha cinco anos e Anthony teve que trabalhar para se sustentar, sua mãe e seus irmãos. Anthony tinha uma loja de ferragens, casou-se com Rosa Lyon e exerceu como agente de empréstimos do condado antes de servir na Guerra Civil Americana como capitão (promovido a major) da 17ª Bateria Independente de Nova York.
Anthony organizou a Décima Sétima Bateria Independente de Artilharia Leve; e foi incumbido como capitão quando foi convocado para o Exército dos EUA no dia 26 de agosto de 1862. Atribuído a 18ª Tropa, estava com a 24ª Tropa na Campanha de Appomattox, que terminou quando o General Robert E. Lee se rendeu.
Anthony foi promovido a Major na época de sua dispensa em junho de 1865. Mudou-se para Leavenworth, Kansas, onde se tornou editor de vários jornais. Em seguida, exerceu alguns cargos na Receita Federal e foi nomeado para o conselho estadual de agricultura.
Anthony foi eleito governador do Kansas em 1876. Como governador, Anthony era conhecido por economizar e favorecer programas que não custassem muito dinheiro ao estado. Durante seu mandato, foi o primeiro governador do Kansas a ler sua mensagem à Assembleia Legislativa, o primeiro telefone do estado foi instalado, a cidade de Anthony, Kansas, foi nomeada em sua homenagem e o Último Ataque Indígena no estado ocorreu perto de Fort Dodge. Não foi reeleito em 1879. Ao se aposentar, o ex-governador dedicou-se à agricultura e aos investimentos.
Anthony sofria de diabetes e morreu de pneumonia em 1896. Tornou-se um dos quatro governadores enterrados no Cemitério de Topeka e está enterrado não muito longe de seu antecessor Thomas A. Osborn.